# Javier Lukin
Luis Javier Lukin Morentín, né le 5 août 1963 à Oteiza, est un coureur cycliste espagnol.
Il devient professionnel en 1986 et le reste jusqu'en 1992 sans remporter de victoire. Il est un des rares coureurs à avoir couru et terminé les Tours de France, d'Espagne et d'Italie dans la même année. En 1988, il termine respectivement 82e, 60e et 32e de ces courses. Il a été équipier de Pedro Delgado lors de ses victoires au Tour de France 1988 et au Tour d'Espagne 1989, puis de Miguel Indurain lors de la première de ses cinq victoires au Tour de France, en 1991, et lors de la première de ses deux victoires au Tour d'Italie, en 1992.

## Palmarès
- 1987
  - 3e du Tour de Cantabrie

## Résultats sur les grands tours

### Tour de France
5 participations
- 1987 : abandon 14e étape
- 1988 : 82e
- 1989 : 56e
- 1990 : abandon 17e étape
- 1991 : 119e

### Tour d'Italie
2 participations
- 1988 : 32e
- 1992 : 77e

### Tour d'Espagne
5 participations
- 1986 : 55e
- 1987 : 52e
- 1988 : 60e
- 1989 : 73e
- 1990 : 49e